# Maurizio Vitali
Maurizio Vitali (Savignano sul Rubicone, 17 maart 1957) is een Italiaans voormalig motorcoureur. Hij is tweevoudig Grand Prix-winnaar in het wereldkampioenschap wegrace. Zijn zoon Luca is eveneens motorcoureur.

## Carrière
Vitali maakte in 1976 op negentienjarige leeftijd zijn motorsportdebuut en in 1978 werd hij kampioen in de Aspes Yuma Trophy. In 1979 debuteerde hij in de 125 cc-klasse van het wereldkampioenschap wegrace op een MBA in de Grand Prix der Naties, maar kwam hierin niet aan de finish. In 1980 reed hij in dezelfde race en werd hij negentiende. In 1981 reed hij voor het eerst een volledig seizoen in de klasse. In Finland behaalde hij zijn eerste podiumfinish en hij werd met 36 punten negende in het kampioenschap. In 1982 waren twee vierde plaatsen in Joegoslavië en Zweden zijn beste resultaten en werd hij met 19 punten dertiende in de eindstand.
In 1983 won Vitali de titel in de 125 cc-klasse van het Italiaans kampioenschap wegrace op een MBA. Dat jaar behaalde hij in het WK wegrace podiumplaatsen in Frankrijk en Joegoslavië, voordat hij in de seizoensfinale in San Marino zijn eerste Grand Prix-zege behaalde. Met 59 punten werd hij achter Ángel Nieto, Bruno Kneubühler en Eugenio Lazzarini vierde in het klassement. Verder debuteerde hij in het WK 250 cc in de Grand Prix der Naties, waarin hij voor MBA vijftiende werd. In 1984 werd Vitali kampioen in het Italiaanse 250 cc-kampioenschap. Daarnaast behaalde hij in het WK 125 cc een podiumplaats in Italië, voordat hij opnieuw de seizoensfinale in San Marino won. Met 45 punten werd hij achter Nieto, Lazzarini en Fausto Gresini wederom vierde in de eindstand. In het WK 250 cc reed hij drie races, met een zevende plaats in San Marino als beste resultaat.
In 1985 reed Vitali slechts enkele races in zowel het WK 125 cc als het WK 250 cc. In de 125 cc nam hij enkel deel aan de seizoensfinale in San Marino, waarin hij een podiumplaats behaalde. In de 250 cc, waarin hij overstapte naar een Garelli, reed hij vier races, met een zesde plaats in Spanje als hoogtepunt. In 1986 reed hij enkel zes races in de 250 cc, waarin een vierde plaats in Zweden zijn hoogste klassering was. In 1987 reed hij zeven races met een achtste plaats in Zweden als beste resultaat; tevens werd hij dat jaar opnieuw kampioen in het Italiaanse 250 cc-kampioenschap. In 1988 reed hij een race voor Yamaha en vijf voor Gazzaniga, met een vijfde plaats in Joegoslavië als beste resultaat. In 1989 reed hij drie races voor Honda, met een negende plaats in Oostenrijk als hoogste klassering.
In 1990 keerde Vitali terug in het WK 125 cc, waarin hij voor Gazzaniga een volledig seizoen reed. Hij behaalde zijn beste resultaat in Groot-Brittannië met een zesde plaats. Met 44 punten werd hij veertiende in het kampioenschap. In 1991 was een zevende plaats in Grand Prix-wegrace van Tsjecho-Slowakije zijn hoogste klassering, waardoor hij met 27 punten achttiende werd. Tevens behaalde hij dat jaar zijn derde titel in het Italiaanse 125 cc-kampioenschap. In 1992 reed hij in het WK enkel in de eerste race in Japan, waarin hij uitviel. In 1993 reed hij vier races voor Honda, maar kwam hierin niet verder dan plaats 21 in Oostenrijk. Na dit seizoen keerde hij niet terug in het WK wegrace.